# Ясьонув (Любуське воєводство)
Ясьонув (пол. Jasionów, нім. Jeßmenau) — село в Польщі, у гміні Тшебель Жарського повіту Любуського воєводства.
Населення — 79 осіб (2011).
У 1975-1998 роках село належало до Зеленогурського воєводства.

## Демографія
Демографічна структура станом на 31 березня 2011 року:
|          | Загалом | Допрацездатний вік | Працездатний вік | Постпрацездатний вік |
| -------- | ------- | ------------------ | ---------------- | -------------------- |
| Чоловіки | 38      | 8                  | 27               | 3                    |
| Жінки    | 41      | 9                  | 26               | 6                    |
| Разом    | 79      | 17                 | 53               | 9                    |